# Kwale (Kenya)
Ne doit pas être confondu avec Comté de Kwale.
Kwale est une ville du Kenya et le chef-lieu du comté de Kwale. Kwale est située à environ 30 km de Mombasa et à 15 km de la côte. Kwale a une population de 10 063 habitants (recensement de 2019).
Kwale se trouve à proximité de la réserve nationale de Shimba Hills.
La ville colorée de Mombasa est visible depuis Golini (en) en raison de son altitude élevée. Après Kwale se trouvent l'hôtel Shimba Hills et le sanctuaire des éléphants de Mwalughanje (en), le long de la bande du KWS (Kenya Wildlife Service). Kwale est la ville principale des peuples Digo (en) et Duruma (en). Ces peuples appartiennent à l'ethnie Mijikenda de l'ancienne Province de la côte du Kenya. Parmi les autres ethnies présentes dans le comté figurent les Kamba, les Arabes, les Indiens et d'autres tribus minoritaires comme les Makondé, les Vumba (Zimba), les Degere et les Segeju, bien que la plupart d'entre elles aient été assimilées par les Digo ou les Duruma.
La région s'étend de Shika Adabu au sud à Kinango (en) puis jusqu'à Lunga Lunga (en) à la frontière avec la Tanzanie.

## Politique
Le gouverneur du comté de Kwale est Salim Mgalla Mvuyra, qui s'est présenté sous l'étiquette ODM aux élections générales de 2013 et sous l'étiquette Jubilee en 2017. Ses opposants en 2013 étaient Mwarapayo wa-Mwachai, Rigga Kassim Mambo, Simeon Mkalla, Michael Nyanje et James Dena. Le sénateur du comté est Issa Boy Juma, fils de l'ancien député de la circonscription de Matuga (en), Boy Juma. Boy Juma a été le premier sénateur du comté en 2013. Ses adversaires étaient l'ancien député de la circonscription de Matuga, Chirau Ali Mkwakwere et Nicholas Zani. La représentante des femmes est Zuleikha Hassan Juma, qui a succédé à la première représentante des femmes, Zeinab Kalekye Chidzuga qui, comme le gouverneur Mvurya, s'est présentée sous l'étiquette ODM en 2013. Elle s'est présentée contre Fatuma Masito et Mwanasaid Makoti. En 2013, c'était la première fois que le peuple kenyan devait voter pour un gouverneur, un sénateur et une représentante des femmes.
Depuis l'indépendance en 1963, Kwale a eu 4 membres du parlement. Boy Juma était un militant syndicaliste bien connu. Il a été le premier à occuper ce siège. À sa mort, son fils lui a succédé durant 15 ans. Il a été évincé par Suleiman Kamole lors des élections générales de 1997. Kamole a effectué un mandat avant d'être évincé par Chirau Ali Mwakwere lors des élections générales de 2002. Mwakwere a effectué deux mandats consécutifs. Il s'est présenté sans succès au poste de sénateur en 2013.
Le comté de Kwale compte 4 circonscriptions : Matuga, Kinango, Msambweni (en) et Lunga Lunga. Les députés de ces régions sont respectivement Hassan Mwanyoha, Gonzi Rai, Suleiman Dori et Khatib Mwashetani. Le comté de Kwale, comme beaucoup d'autres comtés de la région côtière, est un bastion des Ora[Quoi ?].

## Économie
Kwale est une ville très importante pour les petits agriculteurs des régions intérieures de Golini, Kinango (en), Mkongani (en), Mwaluphamba, Tiribe et bien d'autres, pour la vente et le transport de leurs produits. Entre autres produits agricoles, Kwale produit des oranges, des papayes, des mangues, des bixa, des noix de coco, une variété de légumes et de céréales.